# Dubová (Pezinok)
Dubová (bis 1927 slowakisch „Dubové“ oder „Dubova“; deutsch selten Wernersdorf, ungarisch Cserfalu – bis 1907 Dubova) ist eine Gemeinde im Bratislavský kraj in der Westslowakei.

## Geographie

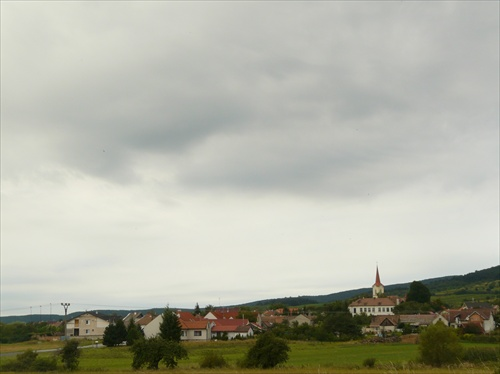
Panoramaansicht von Dubová

Der Ort liegt im Donautiefland am Bach Žlabka, am Fuße der Kleinen Karpaten unterm Berg Kukla im Nordwesten (564 m n.m.). Dubová ist 4 km von Modra, 24 km von Trnava und 32 km von Bratislava entfernt.

## Geschichte
Der Ort wurde zum ersten Mal 1287 als Dumbó schriftlich erwähnt; gelegentlich wird auch vom Jahr 1113 gesprochen, was aber inzwischen als falsch gilt. Seit dem 16. Jahrhundert gehörte sie zum Herrschaftsgut von Burg Rotenstein. 1549 wurde sie bei türkischen Einfällen niedergebrannt und erst 1590 wieder besiedelt. Die Gemeinde war vom Anfang durch den Weinbau bekannt, daneben beschäftigen sich die Einwohner mit Kalk- und Holzkohleverbrennung.
Bis 1918 gehörte der Ort im Komitat Pressburg zum Königreich Ungarn und kam danach zur neu entstandenen Tschechoslowakei, bzw. heute Slowakei.

## Bevölkerung
| Jahr                | 1994 | 2004    | 2014    | 2024     |
| ------------------- | ---- | ------- | ------- | -------- |
| Anzahl der Personen | 826  | 905     | 965     | 1194     |
| Unterschied         |      | +9,56 % | +6,62 % | +23,73 % |

| Jahr                | 2023 | 2024    |
| ------------------- | ---- | ------- |
| Anzahl der Personen | 1155 | 1194    |
| Unterschied         |      | +3,37 % |

## Persönlichkeiten
- Vincent Šikula (1936–2001), slowakischer Schriftsteller